# Gulf (provincie)
Gulf is een provincie in de zuidelijke regio van Papoea-Nieuw-Guinea.
Gulf telt 105.050 inwoners op een oppervlakte van 34.500 km².
Provincies: Central · Chimbu · Eastern Highlands · East New Britain · East Sepik · Enga · Gulf · Hela · Jiwaka · Madang · Manus · Milne Bay · Morobe · New Ireland · Northern · Southern Highlands · Western · Western Highlands · West New Britain · Sandaun

National Capital District      Autonome provincie: Bougainville